# 桐山乡
桐山乡，是中华人民共和国湖南省邵陽市洞口县下辖的一个乡镇级行政单位。

## 行政区划
桐山乡下辖以下地区：
大道村、龙桥村、鸡禾村、马颈村、椒林村、望乡村、飞山村、鱼塘村、蒲溪村、中桃村、九龙村、黄湾村、太平村、市坪村、大江村和泥湾村。